# Physikalische und Rehabilitative Medizin
Das Gebiet Physikalische und Rehabilitative Medizin umfasst die Frührehabilitation, die postakute und Langzeit-Rehabilitation sowie die Prävention von Beeinträchtigungen der Funktionsfähigkeit sowie die interdisziplinäre Diagnostik und Behandlung von Struktur- und Funktionsstörungen mit konservativen, physikalischen, manuellen und naturheilkundlichen Therapiemaßnahmen sowie Verfahren der rehabilitativen Intervention.

## Fachärztliche Ausbildung

### Deutschland
Um in Deutschland als Facharzt für Physikalische und Rehabilitative Medizin tätig werden zu können, muss nach dem Abschluss eines Medizinstudiums und erteilter Approbation als Arzt eine mindestens 60 Monate dauernde Weiterbildung im Gebiet mit Erfolg absolviert haben.
Außerdem dürfen Fachärzte aus den anderen Gebieten der unmittelbaren Patientenversorgung die Zusatzbezeichnung Physikalische Therapie führen, wenn sie die Zusatzweiterbildung Physikalische Therapie absolviert haben.

### Österreich
In Österreich lautet die Berufsbezeichnung „Physikalische Medizin und allgemeine Rehabilitation“. Die Ausbildung umfasst 4 Jahre im eigentlichen Fachbereich (Hauptfach) und 2 Jahre in den folgenden Nebenfächern: 1 Jahr Innere Medizin, 6 Monate Neurologie, 3 Monate Orthopädie und 3 Monate Unfallchirurgie. Für alle Ärzte, die nach 1997 die Ausbildung begonnen haben, ist die Anerkennung als Facharzt an eine erfolgreich absolvierte Facharztprüfung gebunden.

## Ärztliche Tätigkeit
Fachärzte für Physikalische und Rehabilitative Medizin (PRM-Ärzte) beschäftigen sich mit sämtlichen Erkrankungen des Bewegungsapparats, z. B. Wirbelsäulen-, Muskel-, Sehnen-, Knochen- und Gelenkerkrankungen. Anders als bei Fachärzten für Orthopädie und Unfallchirurgie steht dabei die nicht-operative Behandlung im Vordergrund. Aufgrund von Zusatzkenntnissen aus anderen Bereichen der Medizin ist der Behandlungsansatz ganzheitlich ausgerichtet. Im Fokus stehen die Verbesserung, der Erhalt und die Wiederherstellung von Funktion, Bewegung und Aktivität sowie die Behandlung von Schmerzen.
Viele PRM-Ärzte spezialisieren sich auf die Behandlung von Sportlern. Als Spezialisten für den Bewegungsapparat sind PRM-Ärzte dazu in der Lage, muskuläre Dysbalancen und Funktionsstörungen aufzuspüren. Diagnostisch nutzen PRM-Ärzte hierzu die Fertigkeiten der Manuellen Medizin. Durch die Aufklärung über gestörte Bewegungs- und Haltungsmuster und durch die Anpassung von Trainingsplänen kann das Ziel, die sportliche Leistungsfähigkeit zu optimieren oder zu erhalten, oft bereits erreicht werden. Therapeutisch kann der PRM-Arzt manuelle Techniken oder andere Verfahren wie z. B. (Gelenk-)Infiltrationen, Akupunktur und medikamentöse Therapien anwenden. Zusätzlich können medizinische Trainingstherapie (MTT) und andere gezielte physikalisch-medizinische Maßnahmen verordnet werden. Auch nach Sportverletzungen können PRM-Ärzte den Rehabilitationsprozess begleiten und arbeiten dabei oft interdisziplinär mit den Fachärzten für Unfallchirurgie und Orthopädie zusammen.
Analog hierzu liegen weitere PRM-Schwerpunkte auf der Behandlung von Osteoporose, chronischen Schmerzen am Bewegungsapparat, chronischen neurologischen Erkrankungen, der Frührehabilitation und der orthopädischen Rehabilitation.
PRM-Ärzte arbeiten als niedergelassene Ärzte in Praxen oder als angestellte Ärzte in Krankenhäusern und in Rehabilitationskliniken.